# Anna Kasprzyk
Anna Kasprzyk (ur. 1982) – polska judoczka.
Była zawodniczka PTS Gwardia Bydgoszcz (1995-2005). Brązowa medalistka mistrzostw Polski seniorek 2003 w kategorii poniżej 52 kg oraz brązowa medalistka młodzieżowych mistrzostw Polski 2003.